# Chemin de fer de l'Ouganda
Le chemin de fer de l'Ouganda était une ligne de chemin de fer à voie métrique et une ancienne compagnie ferroviaire publique britannique reliant la ville portuaire de Mombasa (Kenya) à Kampala (Ouganda) via Kisumu et les transbordeurs du lac Victoria.
Après une série de fusions et de scissions, la ligne est désormais entre les mains de la Kenya Railways Corporation et de l'Uganda Railways Corporation (en).

## Géographie

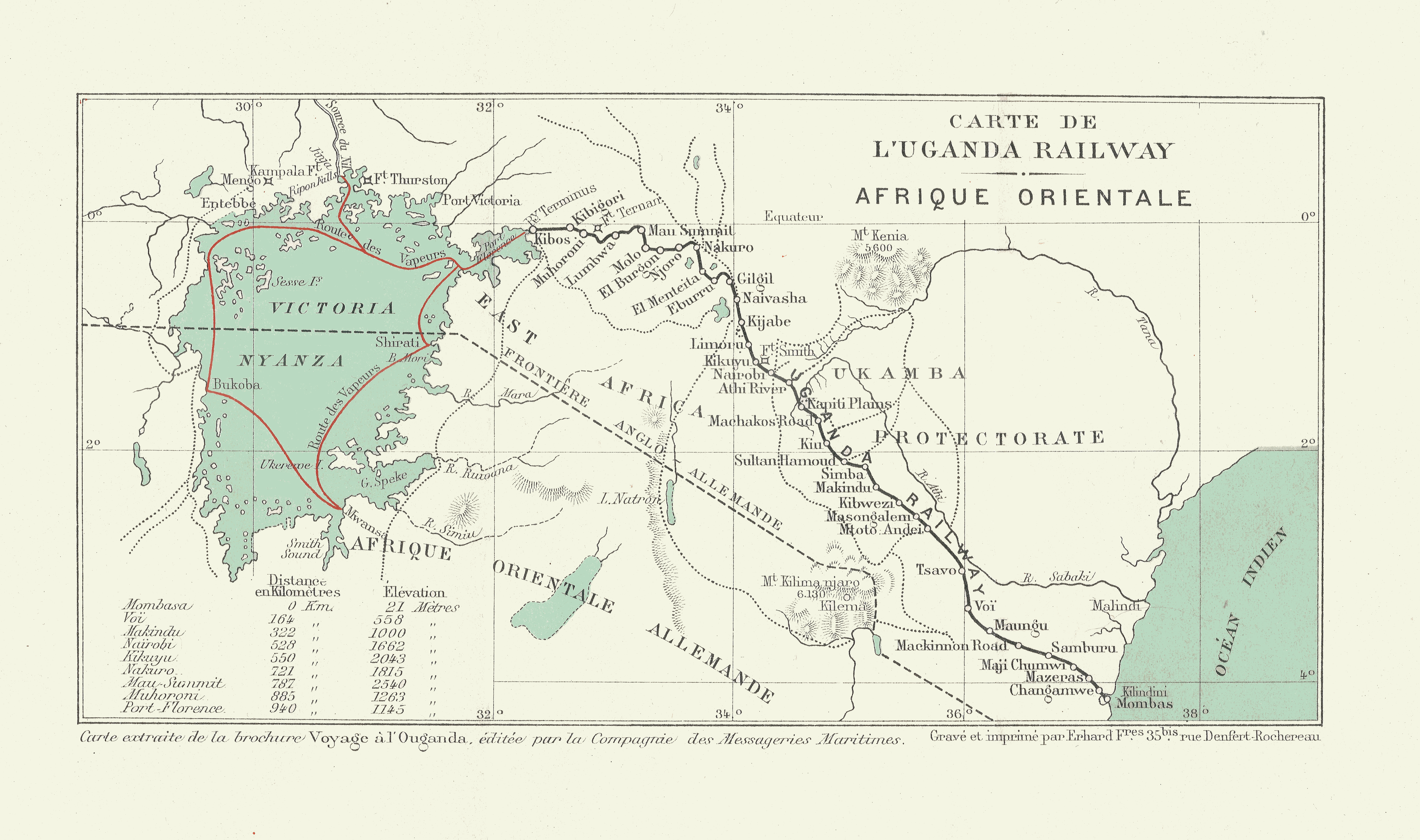
Carte du Chemin de fer de l'Ouganda en 1913.